# 459 Зіґне
459 Зіґне (459 Signe) — астероїд головного поясу, відкритий 22 жовтня 1900 року Максом Вольфом у Гейдельберзі.